# George Madison
George Madison (Contea di Augusta, giugno 1763 – Paris, 14 ottobre 1816) è stato un politico e militare statunitense, sesto governatore del Kentucky.
Fu il primo governatore del Kentucky a morire durante il mandato, restando in carica per solo poche settimane nel 1816. Si conosce poco della gioventù di Madison. Fu membro dell'importante famiglia Madison della Virginia, e cugino di secondo grado del presidente James Madison. Prestò servizio in tre guerre: la guerra di indipendenza, la guerra indiana del Nord-Ovest e la guerra anglo-americana. Fu ferito due volte nella guerra indiana del Nord-Ovest, e nella guerra anglo-americana fu fatto prigioniero dopo la battaglia di Frenchtown.
L'unica esperienza politica prima di diventare governatore fu un mandato di 21 anni da revisore legale dello Stato. Nonostante il servizio militare lo abbia reso molto popolare in Kentucky, non ricoprì incarichi di prestigio finché i cittadini non gli chiesero di concorrere a governatore nel 1816. James Johnson, suo unico avversario, si ritirò quasi subito a causa dell'evidente superiorità di Madison, per cui fu eletto senza opposizione.

## Biografia

### Gioventù
George Madison nacque nel giugno 1763 in quella parte di contea di Augusta che poi divenne contea di Rockingham. I suoi genitori erano John e Agatha (Strother) Madison. Il fratello James divenne vescovo della Virginia e presidente del College di William e Mary. Un altro fratello fu il capitano Thomas Madison. Era anche cugino di secondo grado del presidente James Madison.
Madison fu educato nelle scuole locali e ricevette un'istruzione anche a casa. Prima di essere abbastanza grande da arruolarsi, entrò nell'Esercito continentale come privato durante la guerra d'indipendenza.
Non si sa quando Madison si trasferì in Kentucky, ma secondo il catasto della contea di Lincoln lui ed il fratello Gabriel erano già lì nel 1784. Sposò Jane Smith ed ebbe quattro figli: Agatha, William, Myra e George. Jane Smith-Madison morì nel 1811.

### Servizio nella guerra indiana del Nord-Ovest
Madison prestò servizio nella milizia del Kentucky durante la guerra indiana del Nord-Ovest. Fu un subalterno nell'esercito di Arthur St. Clair nella sconfitta della battaglia del Wabash del 4 novembre 1791. Durante la ritirata un soldato di nome William Kennan trovò Madison seduto su u tronco. Kennan era inseguito dagli indiani e disse a Madison di correre ma Madison, già allora di fragile costituzione, si alzò per far vedere che era gravemente ferito e stava sanguinando copiosamente. Kennan trovò un cavallo abbandonato, aiutò Madison a salire a cavallo e scapparono insieme.
Più tardi, sempre nella stessa guerra, Madison prestò servizio con il maggiore John Adair. Il 5 novembre 1792 gli uomini di Adair erano accampati nei pressi di Fort St. Clair quando subirono un'imboscata da parte degli indiani di Piccola Tartaruga. Adair ordinò una ritirata e divise i suoi uomini in tre gruppi. Ordinò a quelli di Madison di aggirare il nemico, ma fallirono e Madison fu nuovamente ferito in battaglia. In seguito Adair si ritirò a Fort St. Clair. Adair, nel suo resoconto al generale di brigata James Wilkinson, scrisse: "il coraggio e la condotta di Madison non hanno bisogno di commenti; sono ben noti".

### Carriera politica
Il governatore Isaac Shelby nominò Madison revisore dei conti pubblici il 7 marzo 1796. Rimase in carica per vent'anni e, nonostante non cercò mai di fare carriera, lo storico Lewis Collins sostiene che "non c'era incarico popolare che non avrebbe potuto ricoprire facilmente senza il minimo aiuto". Nel 1800 divenne curatore del seminario del Kentucky nella contea di Franklin. Il 5 dicembre 1806 fece parte della grand jury che si rifiutò di incriminare Aaron Burr per tradimento. Quello stesso anno fu nominato direttore della banca del Kentucky.
Durante la guerra anglo-americana il governatore Shelby reclutò volontari per l'Armata del Nord-Ovest. Il colonnello John Allen reclutò un reggimento, e Madison ne fu il secondo in comando. Il reggimento, noto come 1º fucilieri volontari del Kentucky, combatté con James Winchester la battaglia di Frenchtown. Winchester fu catturato dal generale Henry Procter ma i circa 400 uomini di Madison respinsero numerose cariche degli inglesi. Gli uomini di Madison erano convinti di aver vinto quando videro una bandiera bianca tra i britannici, sventolata da Winchester per ordinare agli uomini di Madison di arrendersi. Quando Madison scoprì che era stato Winchester a sventolare la bandiera, si rifiutò di ordinare la resa perché, in quanto prigioniero, Winchester non aveva più diritti sugli uomini. Proctor chiese la resa incondizionata di Madison, ma Madison insisté che i termini della resa contenessero la protezione di Proctor dei prigionieri americani nei confronti dei loro alleati indiani. Inizialmente Proctor rifiutò ogni condizione posta dagli americani ma, dopo la promessa di Madison di "vendere le proprie vite più care possibili", Proctor accettò.
Proctor aveva tanti prigionieri quanti soldati, e non era in condizione di rimangiarsi la parola data. I sottufficiali furono rilasciati sulla parola e tornarono a casa. Madison e gli altri ufficiali furono portato a Fort Malden, e da lì in una prigione in Québec. I feriti statunitensi furono lasciati alle cure dei loro medici. Poco dopo la battaglia gli indiani saccheggiarono le provviste americane, compresa una gran quantità di whiskey. Ubriachi e violenti massacrarono molti feriti statunitensi in quello che divenne noto come il massacro del bacino del River.
Madison fu liberato dopo un anno dalla cattura all'interno di uno scambio di prigionieri. Tornò in Kentucky e ricevette gli onori in una cena ufficiale il 6 settembre 1814. Diede le dimissioni da revisori dei conti pubblici nel 1816 per problemi di salute, ma su richiesta pubblica si candidò a governatore. James Johnson, l'unico altro candidato, si ritirò a causa della popolarità di Madison, per cui l'elezione avvenne senza avversari.

### Morte e retaggio
Madison si trasferì a Blue Lick Springs per curarsi poco dopo l'elezione, ma era troppo debole per tornare a Frankfort per l'insediamento. Un giudice di pace della contea di Bourbon celebrò il giuramento il 5 settembre 1816 a Blue Lick Springs. L'unico suo atto ufficiale fu la nomina del colonnello Charles S. Todd some segretario di stato. Morì il 14 ottobre 1816, a poche settimane dall'elezione. è sepolto nel cimitero di Frankfort.
Madison fu il primo governatore del Kentucky a morire durante il mandato. Gli avversari del suo tenente governatore, Gabriel Slaughter, ne contrastarono subito la promozione a governatore. Affermarono che un governatore avrebbe dovuto essere eletto dal popolo. La richiesta di nuove elezioni fu approvata senza problemi dalla Camera dei rappresentanti statale, ma fu poi bloccata al Senato con 18 voti contrari e 14 a favore. A Slaughter fu permesso di diventare governatore, ma molti ufficiali e cittadini si rifiutarono di riconoscerlo come tale, definendolo "sostituto governatore" o "tenente governatore".